# Collégiale Saint-Marcel de La Chambre
Pour les articles homonymes, voir Saint-Marcel.
La collégiale Saint-Marcel est une église située à La Chambre, en Savoie.

## Historique
La collégiale Saint-Marcel une ancienne église de l'Assomption érigée en collégiale en 1514, dont le portail de style roman date du XIIe siècle.
L'édifice est classé aux monuments historiques depuis 1939.

## Galerie de photographies

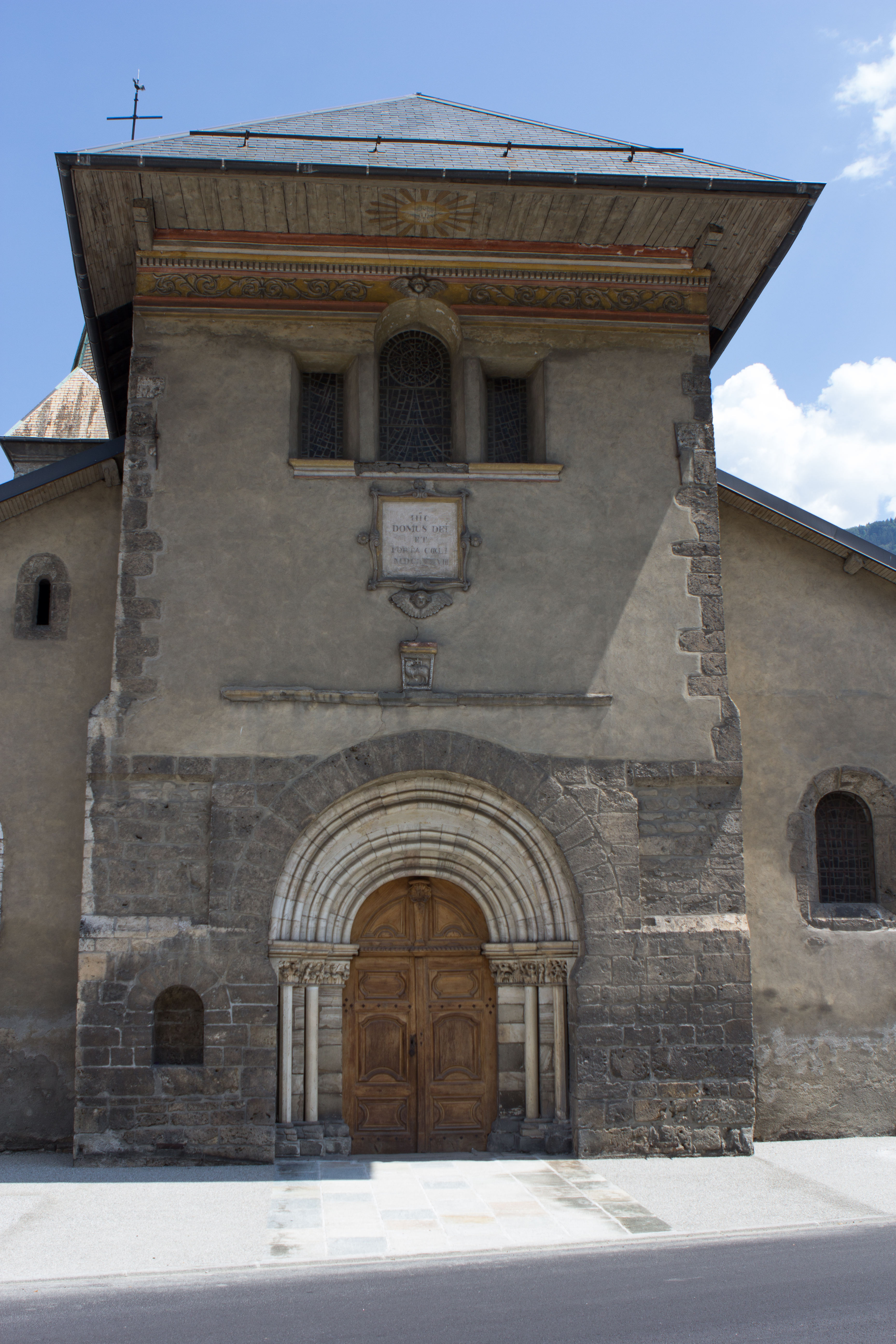
La façade.
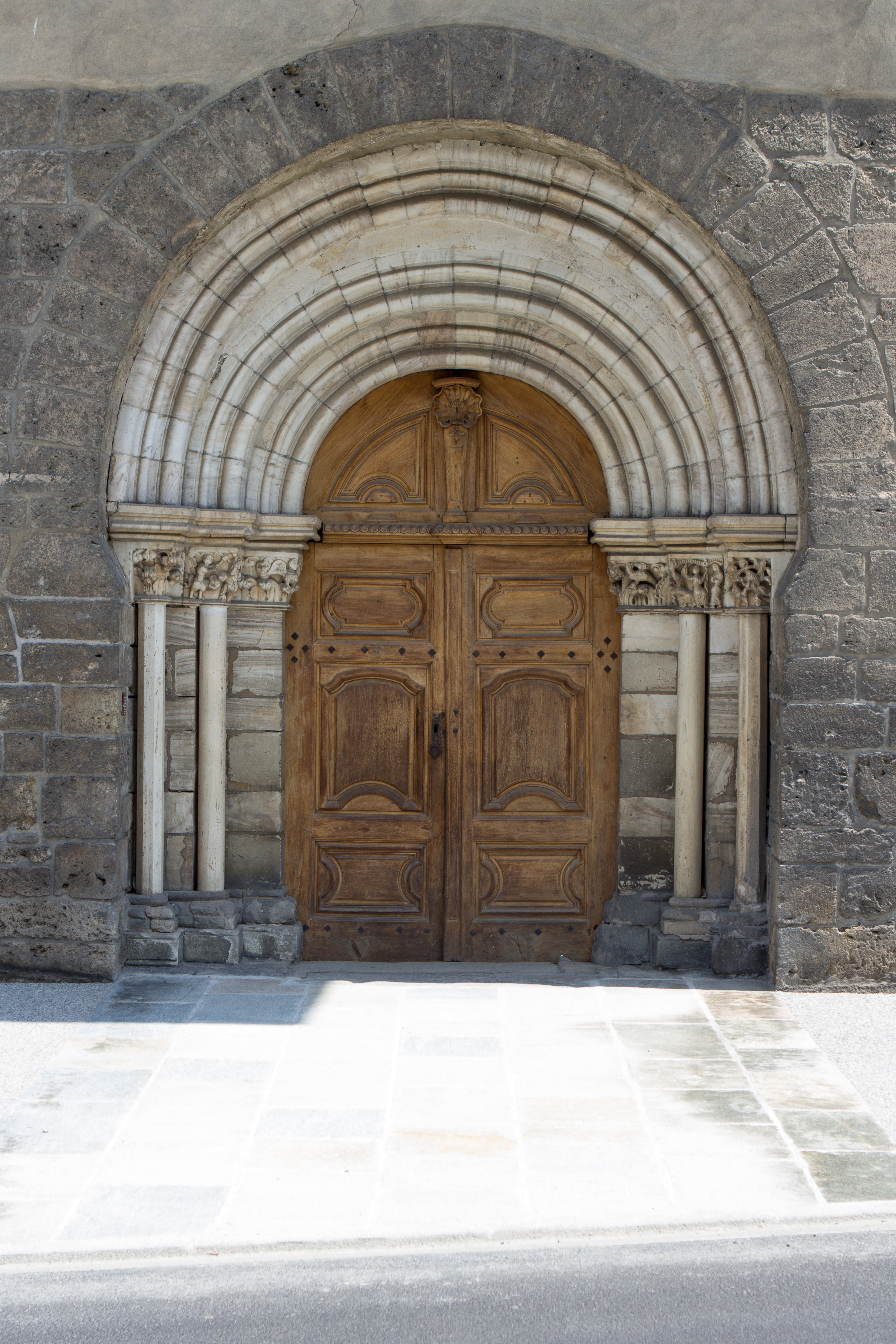
Le portail.
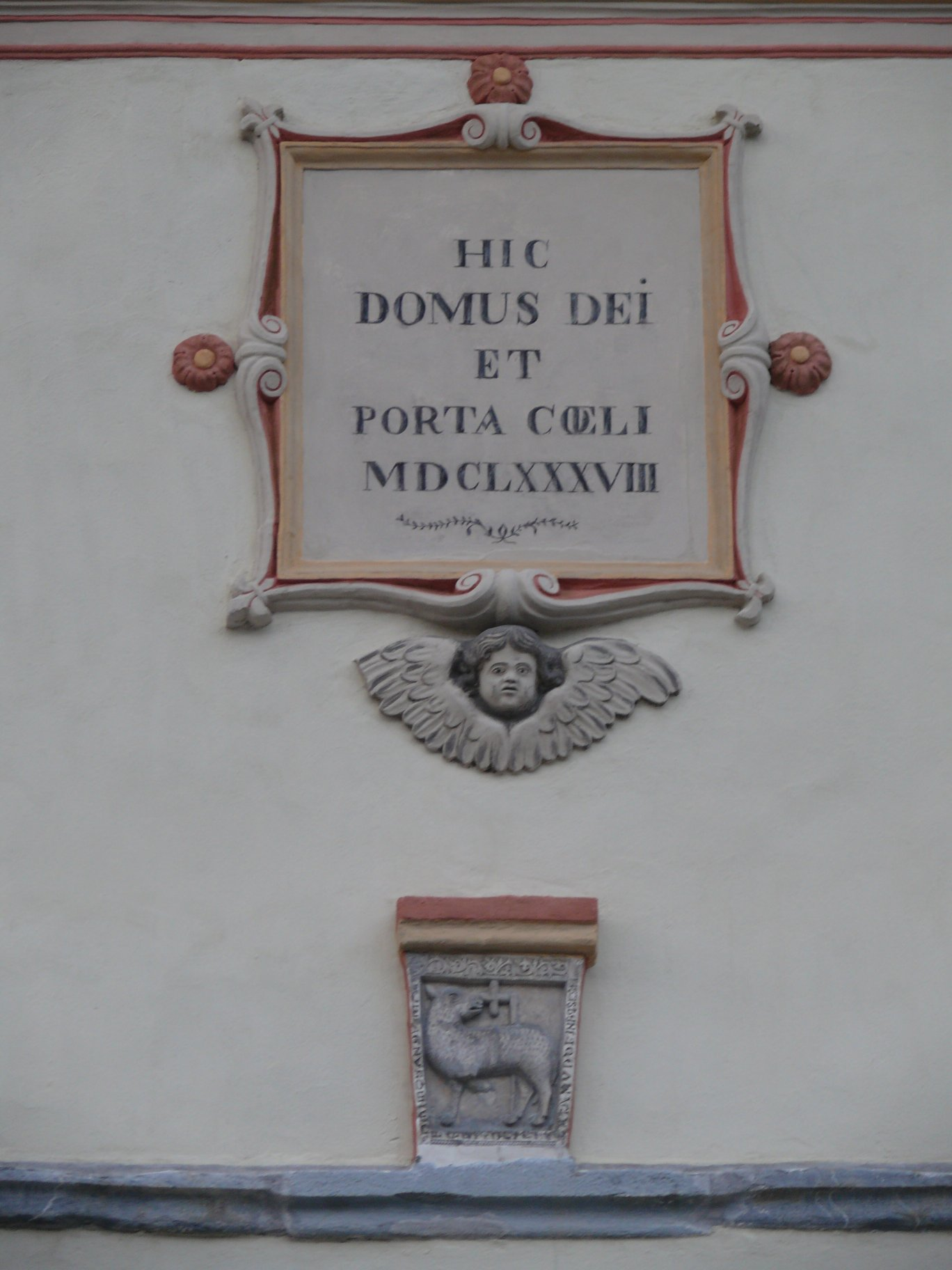
Un détail de la façade.